# Дергач, Василий Васильевич
Васи́лий Васи́льевич Дерга́ч (9 июля 1939, Липецк, Воронежская область — 20 января 2024, Волгоград) — советский футболист, защитник и полузащитник.

## Карьера
Родился в Липецке, где и начал играть в футбол. Несколько лет играл в Липецке со старшим братом Юрием (1936—2001). С декабря 1962 жил в Волгограде. Имел два высших образования, работал в трёх вузах — в двух доцентом, заведующим кафедрой. В числе его воспитанников российские тренеры Сергей Павлов и Леонид Слуцкий. Тренировал ФК «Баррикады» (Волгоград) и сборную Лаоса.
В 1978 году в Лаосе возглавлял местный армейский клуб и параллельно работал со сборной страны и «молодёжкой». С армейцами стал чемпионом страны. В 1979 году возглавлял команду министерства сельского хозяйства Лаоса, с которой стал обладателем Кубка пятилетия революции.

## Статистика

### Клубная
| Команда                      | Сезон | Чемпионат | Чемпионат | Чемпионат | Кубок | Кубок | Итого | Итого |
| Команда                      | Сезон | Уров.     | Игры      | Голы      | Игры  | Голы  | Игры  | Голы  |
| ---------------------------- | ----- | --------- | --------- | --------- | ----- | ----- | ----- | ----- |
| Трудовые резервы (Липецк)    | 1958  | II        | 17        | 1         | 2     | 0     | 19    | 1     |
| Трудовые резервы (Ленинград) | 1958  | II        | 7         | 0         | 0     | 0     | 7     | 0     |
| Трудовые резервы (Липецк)    | 1959  | II        | 24        | 0         | ?     | ?     | 24*   | 0*    |
| Трудовые резервы (Липецк)    | 1960  | II        | ?         | ?         | ?     | ?     | ?     | ?     |
| Трудовые резервы (Липецк)    | Итого | Итого     | 24*       | ?         | ?     | ?     | 24*   | ?     |
| Торпедо (Липецк)             | 1962  | II        | ?         | ?         | ?     | ?     | ?     | ?     |
| Трактор (Волгоград)          | 1963  | II        | 22        | 0         | ?     | ?     | 22*   | 0*    |
| Трактор (Волгоград)          | 1964  | II        | 27        | 0         | 1     | 0     | 28    | 0     |
| Трактор (Волгоград)          | 1965  | II        | 46        | 0         | 0     | 0     | 46    | 0     |
| Трактор (Волгоград)          | 1966  | II        | 27        | 0         | 4     | 0     | 31    | 0     |
| Трактор (Волгоград)          | 1967  | II        | 37        | 0         | ?     | ?     | 37*   | 0*    |
| Трактор (Волгоград)          | 1968  | II        | 39        | 0         | 1*    | 0*    | 40*   | 0*    |
| Трактор (Волгоград)          | 1969  | II        | 29        | 0         | ?     | ?     | 29*   | 0*    |
| Трактор (Волгоград)          | Итого | Итого     | 227       | 0         | 6*    | ?     | 233*  | ?     |
| Сталь (Волгоград)            | 1970  | III       | 38        | 1         | 1     | 0     | 39    | 1     |
| Всего                        | Всего | Всего     | 313*      | 2*        | 9*    | 0*    | 322*  | 2*    |

Примечание: знаком * отмечены ячейки, данные в которых возможно больше указанных.